# Хуана Энрикес
Хуана Энрикес (Juana Enríquez; 1425 — 13 февраля 1468) — знатная кастильская дама из рода Энрикесов, ставшая королевой земель, входивших в состав Арагонской короны.

## Биография
Отцом Хуаны был Фадрике Энрикес, матерью — Мариана Фернандес де Кордоба-и-Аяла. Её отец был внуком Фадрике Энрикеса, магистра ордена Сантьяго, пятого внебрачного отпрыска Альфонса XI от связи с Элеонорой Гусман. От младшей сестры Хуаны происходят герцоги Альба. В апреле 1444 года Хуана вышла замуж за Хуана II Арагонского, первая жена которого — Бланка I Наваррская — скончалась за три года до этого.
Хотя Хуан II правил Наваррой по праву брачного союза (наследственной королевой Наварры была его жена Бланка), после её смерти он отказался передавать наваррскую корону их общему сыну Карлу Вианскому. По этой причине после свадьбы Хуана стала титуловаться «королевой Наварры». Она поддержала решение мужа не отдавать Наварру сыну Карлу, а позднее — дочери Бланке. Эта ситуация в итоге привела к гражданской войне в Наварре. Обвинённая в отравлении находившегося в заключении Карла, Хуана бежала в Жирону (Каталония) под защиту местного епископа.
После смерти в 1458 году своего деверя Альфонсо V Хуана стала королевой земель Арагонской короны, в число которых входили Каталония, Майорка, Валенсия и Сицилия.
Хуана скончалась 13 февраля 1468 года от рака молочной железы. Её величайшим желанием было женить своего сына Фердинанда на Изабелле, единокровной сестре и наследнице Энрике IV, однако она не дожила до этого момента: свадьба состоялась через год после её смерти.

## Дети
От брака с Хуаном II у Хуаны было двое детей:
- Фердинанд (1452—1516), который в 1469 году женился на Изабелле Кастильской, положив начало династическому союзу Кастилии и Арагона, что впоследствии привело к образованию Испании;
- Джованна (1454—1517), которая в 1476 году вышла замуж за Фернандо I Неаполитанского, в результате чего стала королевой Неаполя.